# Łukasz Jacek Czermiński
Łukasz Jacek Czermiński z Czermina herbu Wieniawa (ur. 13 sierpnia 1662, zm. 9 maja 1717 w Lublinie) – polski duchowny katolicki, biskup pomocniczy przemyski, kanonik gnieźnieński, krakowski i przemyski, oficjał przemyski w 1710 roku, ordynowany biskupem tytularnym Pergamonu w 1715 roku.
Był synem starosty zawichojskiego Łukasza i Teofili Branickiej. W 1679 otrzymał kanonię gnieźnieńską. Po święceniach kapłańskich w 1685 otrzymał probostwo w Wadowicach. Dwukrotnie (1690, 1693) zasiadał jako wiceprezydent w Trybunale Koronnym. Deputat diecezji krakowskiej na Trybunal Główny Koronny w kadencji 1706/1707 i 1716/1717. W 1701 mianowany kanonikiem krakowskim, a w 1705 prepozytem przemyskim. W 1715 z rekomendacji biskupa Jana Bokuma konsekrowany na biskupa sufragana przemyskiego. 